# Radio Sweden
Radio Sweden är det samlande namnet på huvuddelen av Sveriges Radios internationella och multikulturella programverksamhet. Verksamheten vänder sig både till en utländsk publik utanför Sverige, och den inhemska publiken. Huvuduppdraget, oavsett målgrupp och distributionsform, är att informera publiken om svenska nyheter, svenskt samhällsliv och Sveriges roll i världen. 
Den del av verksamheten som är riktad till en publik utomlands, Radio Sweden, har en historia som går tillbaka till 1938. De program som vänder sig till en inhemsk publik på vissa invandrar- och minoritetsspråk, har en kortare historia. Den programverksamheten har tidigare gått under namnen Sveriges Radio International (i tal SR International), Invandrarredaktionen och Minoritetsspråksredaktionen.
Radio Sweden P6 är Sveriges Radios flerspråkiga kanal med uppdraget att informera om Sverige. Man hör den via webben, i appen Sveriges Radio Play samt som FM-kanal i Stockholm med frekvens 89,6. Redaktionerna sänder nyheter och program på andra språk än svenska. Nattetid hörs även återutsändning av BBC:s utlandsprogram och dagtid fylls på med musik från webbkanalen P2 Världen.
Sveriges Radio är ett icke-kommersiellt och politiskt oberoende public service-företag med uppdraget att producera kvalitetsprogram som vänder sig till alla lyssnare, oberoende av ålder, kön, kulturell eller etnisk bakgrund.

## Radio Sweden
Den internationella verksamheten Radio Sweden har tidigare kallats bland annat Kortvågen, Utlandsprogrammet (UTP) och Radio Sweden International (RSI). Målsättningen har genom åren främst varit att beskriva Sverige, svensk samhällsutveckling och svenska förhållanden för en intresserad publik utomlands – både svensktalade och lyssnare på andra språk.
Verksamheten bedrevs i samma tradition som många andra länders internationella radioprogram, till exempel Voice of America, BBC World Service, Radio France Internationale, Deutsche Welle, Radio Netherlands Worldwide (nedlagd sedan 2012) och Vatikanradion, men hade ändå en självständig ställning i förhållande till staten. Syftet var inte att sprida någon officiell Sverigebild, utan att skapa kunskap om, och intresse för Sverige. Utlandsprogrammet finansierades under största delen av sin existens dock inte med ordinarie licensmedel, utan genom ett speciellt anslag från UDs budget. I den meningen kan Radio Sweden ses som en del av Sveriges utrikespolitik, men staten har normalt sett inte haft något direkt inflytande över redaktionellt innehåll, språkval och policy. 
En tidigare viktig målgrupp var så kallade DX-are, d.v.s. personer som har som hobby att lyssna på internationell kortvågsradio. 

### De första åren
De speciella sändningarna till dessa publikgrupper hade sitt ursprung i radioutsändningar som inleddes 1938 med syftet att ge en svensktalande publik i Nordamerika möjlighet att hålla kontakt med Sverige. Programmen sändes under de första åren via två 12 kW kortvågssändare vid radiostationen Bondebacka (som annars är mest känd för långvågssändningar) i Motala. Redan tidigare (några år i slutet av 1920-talet samt från 1937) hade delar av det ordinarie riksprogrammet sänts ut över kortvåg, men programutbudet var då inte speciellt anpassat till målgruppen. Efter krigsutbrottet hösten 1939 utökades sändningarna och Radiotjänst beslöt efter kontakter med Utrikesdepartementet att producera nyhetsprogram även på engelska, tyska, franska och (från våren 1940) italienska.

### Språk och målgrupper
Språkutbudet varierade över åren, beroende på situationen i världen och Sveriges intressen i olika internationella sammanhang. Under åren runt 1990, då Sovjetunionen upplöstes, gjordes till exempel satsningar på sändningar som vände sig till en publik i de baltiska staterna. Vid Sveriges inträde i EU betonades den europeiska publiken. Annars har sändningarna ofta varit ett medel att nå en publik långt borta från Sverige, bland annat i Nord- och Sydamerika.
Radiosändningarna till utlandet skedde under den sista kortvågsperioden på svenska, engelska, ryska och vitryska. Sändningarna på vitryska upphörde den 1 september 2009. Det fanns dessutom en tyskspråkig nyhetssida och podcast på kanalens hemsida. Tidigare förekom det sändningar även på bland annat spanska, franska, portugisiska, italienska, estniska, lettiska och (i begränsad omfattning) litauiska.

### Programutbud
Den speciella programproduktionen på svenska till en publik utomlands avvecklades våren 2009 och ersattes av repriser av Ekot-redaktionens eftermiddagsprogram. Radio Swedens egna programproduktionen på svenska bestod dessförinnan främst av halvtimmeslånga magasinsprogram som repriserades vid flera tillfällen under dygnet, med kortvågssändarna riktade mot olika delar av jorden. Redaktionen anpassade programinnehållet till olika målgrupper, som till exempel sjöfartsnäringen, biståndsarbetare, utlandssvenskar och turister. Bland annat producerades under många år en sammanfattning av veckans nyheter sedda ur ett svenskt perspektiv, samt "Sjöfartsmagasinet" som sändes en gång per månad. Det var Sveriges Radios enda regelbundet återkommande journalistiska bevakning av sjöfartsfrågor.
Vid sidan om de speciella sändningarna på svenska sände Radio Sweden även delar av det ordinarie riksprogrammet, till exempel vissa program från Ekot samt Ring så spelar vi. 
Även sändningarna på internationella språk hade ett svenskt perspektiv. De var målgruppsanpassade och tog hänsyn till publikens förväntade kunskap om Sverige och svenskt samhällsliv. De hade därför, både till form och innehåll, ofta andra vinklar och prioriteringar än en inhemsk journalistik. Stora delar av sändningstiden användes till att beskriva och granska svensk kultur, politik, vardagsliv och Sveriges internationella relationer. Ofta betonades frågor som rörde relationerna mellan Sverige och de olika målområdena.

### Sändare och teknik
År 1952 ersattes de första kortvågssändarna med två betydligt starkare 100 kW-sändare i Hörby. Tjugo år senare uppfördes nya och starkare kortvågssändare i Hörby och en kortvågssändare i Karlsborg. Dessa hade en effekt på 500 kW vardera. År 1985 flyttades mellanvågssändningarna från Hörby till en ny sändare i Sölvesborg. År 1992 invigdes en ny sändarutrustning, med tre 500 kW-sändare, i Hörby. Samtidigt uppfördes ett nytt antennsystem.
Sedan 1990-talet sändes utlandsprogrammen även via satellit. Det har dessutom förekommit återutsändningar i lokala radiokanaler i de länder som programmen riktar sig till. Radio Sweden har producerat filmer, som ställts till internationella TV-bolags förfogande, samt band med färdiga radioprogram som sändes till radiostationerna per post.
Radio Sweden var 1996 en av de första verksamheterna inom Sveriges Radio som helt övergick till digital radioproduktion, Distributionen över de analoga kort- och mellanvågssändarna fortsatte till den 31 oktober 2010, då Sveriges Radios sändningar på kort- och mellanvåg upphörde.. Anledningarna uppgavs bland annat vara att man ville använda resurserna till webbsändningar och att det låg i linje med internationella trender. BBC slutade i februari 2008 sända via kortvåg till Europa för att istället förlita sig på webben. Till övriga delar av världen sänder dock BBC fortfarande på kortvåg.

### Webben
Webben utvecklades till en viktig distributionskanal, som till stor del förändrade behovet av speciella och anpassade program som vänder sig till en publik utomlands. Genom att hela Sveriges Radios inhemska utbud blev tillgängligt över internet kom kortvågen, med sina speciella problem med ljud- och mottagningskvalitet, sitt begränsade sändningsutbud och sina speciella sändningstider, att inte spela samma roll som tidigare. Det gällde både för program på svenska språket och för övriga språk. Den tidigare traditionella kortvågspubliken fick tillgång till både ett svenskt och ett internationellt medieutbud genom betydligt effektivare kanaler än radiosändningar över analog kortvåg.

### Signaturmelodier
Utlandsprogrammet hade flera olika signaturmelodier och musikaliska kännetecken. Två av de mest välkända är Hugo Alfvéns Midsommarvaka och Ralph Lundstens Ut i vida världen.

### Nedläggning av Radio Sweden
I januari 2009 beslutades att Radio Sweden skulle läggas ner den 1 april samma år. Istället valde man att sända innehåll från bland annat Sveriges Radio P1. I och med nedläggningen av Radio Swedens svenska sändningar var det bara en tidsfråga innan alla mellan- och kortvågssändningar skulle upphöra. Då Sverige lade ned alla sina sändningar på mellanvåg och kortvåg i oktober 2010 hade de svenska utlandssändningarna på AM pågått längre än de nordiska grannländernas sändningar. Därmed fick den svenska AM-rundradioepoken sitt definitiva slut.

## Minoriteter och invandrare
Vid slutet av 1990-talet slogs utlandsprogrammet Radio Sweden organisatoriskt ihop med Sveriges Radios minoritetsspråksredaktion. Dessa program vänder sig till en publik inom Sverige. Programmen på minoritets- och invandrarspråk fungerar som ett stöd i integrationsprocessen för invandrare i Sverige och syftar till att bidra till ökad förståelse mellan de olika kulturerna. Sändningarna utgår därför från det svenska perspektivet. Sändningarna på minoritetsspråken finska och samiska ingår inte i denna organisation, utan sköts av andra enheter inom Sveriges Radio, P7 Sisuradio och SR Sameradion.

## Teknik
Kanalen sänder över satellit och man sänder även i P2 i Sverige. Sändningskanalena varierar beroende på målgrupp och språk.

### Satellit
Radio Sweden använder två satelliter:
- Eurobird 9: 9° öst, transponder 56, frekvens 11,843 GHz (samma frekvens som SVT Europa), vertikal polarisation, symbol rate 27500, FEC 3/4
- Thaicom-3: 78,5 grader öst, frekvens 3640 MHz, horisontell polarisation, symbol rate 28066, FEC 3/4

### Mellanvåg och kortvåg
Mellanvågssändningarna sändes ut av mellanvågssändaren vid Sölvesborg mellanvågsstation på 1179 kHz. Kortvågssändningarna skedde från kortvågssändare vid Hörby kortvågsstation i mellersta Skåne, flera olika frekvenser användes, beroende på målområde. Kortvågssändningarna kunde höras på bland annat 49- och 31-meterbanden. Sändningarna på mellan- och kortvåg upphörde den 31 okt 2010.

### FM
Sändningarna sker via Sveriges Radio P2 i hela landet.